# Émile Dupont (politicus)
Joseph Émile Dupont (Luik, 23 juni 1834 - aldaar, 12 maart 1912) was een Belgisch liberaal politicus en een Waals militant.

## Levensloop
Dupont was een zoon van de Luikse hoogleraar Evrard Dupont en van Marie Dupont. Hij trouwde met Marie-Victoire Dubois.
Hij promoveerde tot doctor in de rechten (1858) aan de Universiteit Luik en werd zijn leven lang advocaat in deze stad. Hij werd viermaal verkozen tot stafhouder (1880, 1889, 1900 en 1906). In 1905 zat hij het internationaal congres van advocaten voor, dat in Luik plaatsvond. Hij was ook voorzitter van de Federatie van Belgische advocaten.
Hij werd provincieraadslid in de provincie Luik van 1862 tot 1864. In 1864 werd hij verkozen tot liberaal volksvertegenwoordiger voor het arrondissement Luik en vervulde dit mandaat tot in 1890. Hij werd dat jaar senator voor het arrondissement Luik en oefende dit mandaat uit tot aan zijn dood. Hij was ondervoorzitter van de Senaat van 1892 tot aan zijn dood.
In het parlement was hij vooral actief tijdens de besprekingen van de taalwetten die vanaf 1873 in het parlement gestemd werden. Hierin verdedigde hij de Waalse belangen. In het begin van de 20e eeuw behoorde hij samen met Jules Destrée en Charles Magnette tot de pioniers van de Waalse Beweging. In 1910 liet Dupont zich opmerken door zijn bekende uitspraak Leve de administratieve scheiding naar aanleiding van de stemming van de wet op de tweetaligheid van de griffiers van de Arbeidsrechtbanken. Deze uitspraak werd bekend omdat hij ze al twee jaar voor de oprichting van de Waalse Beweging had gedaan.
In 1907 werd Émile Dupont benoemd tot minister van Staat.